# 히로시마 은행
히로시마 은행(広島銀行 히로시마긴코[*])은 일본의 지방은행이다.